# Ogorodtakh
Ogorodtakh (en rus: Огородтах) és un poble de la república de Sakhà, a Rússia, que el 2014 tenia 1.156 habitants, pertany al districte de Borogontsi.